# 年轻美丽
〈年轻美丽〉（或譯〈青春與美麗〉、〈年輕貌美〉、〈絕代芳華〉）是美国歌手兼詞曲作家的拉娜·德雷和里克·諾維斯共同所作的单曲，同時也是为2013年的劇情电影《了不起的盖茨比》所作的一首配樂。〈年轻美丽〉讲述了一位年輕伴侶对于爱情能否長久的忧虑。該单曲音畫由克里斯·斯威尼导演，索菲·穆勒執拍，并在2013年5月10日发布。
2013年5月，这首單曲进入了美國《公告牌》百强单曲榜，曾一度登上該榜最受歡迎歌曲第22名，使它成为另一首德芮的歌曲〈電玩〉自2012年以来名列第91名之後所達到的最高峰。不久之后，其在热门摇滚歌曲排行榜上也达到了第3名。有当代音乐評論家贊美這首單曲为“令人难以忘怀的阴郁”。
拉娜·德芮和里克·諾維斯的歌曲创作获得了多个音乐和电影在内的奖项；其中包括第56届格莱美奖最佳视觉媒体创作歌曲提名、第19届评论家选择电影奖最佳歌曲提名，並最終获得了第18届卫星奖最佳原创歌曲

## 背景與錄製
2013年，拉娜·德雷在和身爲导演兼编剧和联合制片人的巴茲·雷曼合作的过程中，她为根据小说《了不起的盖茨比》改编的同名電影創作了〈年轻美丽〉這首原創歌曲以作其配樂。此曲以電影和小説女主角黛西·布卡南的視角所寫。
巴兹·魯爾曼后来接受了一次采访，其中也提到與德雷通过Skype聊天時，鲁赫曼曾说：“我们都很幸运，因爲这首歌終於找到了配得上它的电影”，暗示这首歌其實在电影拍攝完成前就已写好。

## 詞曲解析
拉娜·德雷在歌詞“当我不再年轻美丽时，你还会爱我吗?“此處加入了一種暗示，而这种暗示与弗朗西斯·斯科特·菲茨杰拉德的原著小说《了不起的盖茨比》的书中人物所面临的特质有相吻合之處。拉娜·德芮的梦幻般的嗓音覆盖在安静的弦乐和固定的打击乐器上；柔和而沉闷的声音与复古的矫揉造作相得益彰，所營造的氛围与小说设所設定的20年代的紐約城十分契合。歌词围绕着取悦爱人、懷舊和對衰老的阴郁這些主题旋转。塞德里克·格维斯所製作的混音版于2013年10月11日由斯宾尼唱片发行。

## 音樂錄影帶
〈年轻美丽〉的音樂錄影帶原定于2013年4月22日发布，但官方推遲到了2013年5月10日发布。同年9月27日，塞德里克·格维斯混音版视频集的编辑版本发布。该MV影片由克里斯·斯威尼导演，亚当·史密斯和雅各布·斯旺·海姆执导，索菲·穆勒负责拍摄。在一个完整的弦乐队的两侧，德雷演唱了丹·海斯管弦乐版本。影片中，她在一个黑暗的房间里演唱此曲，脸颊上闪烁着如钻石般，看起来像是纹身的眼泪。《公告牌》的評論作者傑森·利普舒茨形容这段影片“散發著憂鬱感”，而这位歌手看起来“端庄無比”。最後利普舒茨总结道：“這段影片直至尾聲仍沒有給出結論——就像圍繞著這首歌的反復提及的歌詞；”当我不再年轻美丽时，你还会爱我吗？”